# Kopanice (Prievidza)
Kopanice ist ein Stadtteil der slowakischen Stadt Prievidza.

## Geografie
Aufgrund seiner Lage im Norden der Stadt, wird Kopanice deshalb auch einfach als „Nord“ (sever) bezeichnet. Dieser Stadtteil liegt auf einem Hügel, von dem man einen guten Ausblick über die Stadt hat und bis zur Burg Bojnice hinübersehen kann. Kopanice besteht aus ca. 35 Plattenbau-Wohnkomplexen (vier Etagen) und zwei Gebieten von Einfamilienhäusern, also ein reines Wohnviertel in dem sich zusätzlich noch zwei Grundschulen befinden.

## Park
Angrenzend befindet sich ein Waldpark der als Erholungspark der Bevölkerung dient.
Koordinaten: 48° 47′ N, 18° 39′ O